# Atarba confluenta
Atarba confluenta är en tvåvingeart som först beskrevs av Alexander 1924.  Atarba confluenta ingår i släktet Atarba och familjen småharkrankar. Inga underarter finns listade i Catalogue of Life.